# مارغريت تريلور
مارغريت تريلور هي عالمة غذاء كندية وخبيرة في تطوير المنتجات. شغلت منصب رئيسة الجمعية العالمية للمرشدات وفتيات الكشافة من 2008 إلى 2011. في عام 1984 وتعتبر مؤسسة شركة تريلور لتطوير المنتجات الدولية، وهي شركة استشارية متخصصة في تحسين أساليب تطوير المنتجات.

## روابط خارجية
- شركة تريلور لتطوير المنتجات الدولية
- رسالة المئوية المقدمة من الجمعية العالمية للمرشدات وفتيات الكشافة لمارغريت تريلور